# 第77屆英國電影學院獎
第77屆英國電影學院獎（The 77th British Academy Film Awards）是英國電影和電視藝術學院以茲獎勵2023年電影的獎項。2024年1月5日公布長名單。颁奖仪式于2024年2月18日在英國倫敦南岸中心皇家節日音樂廳举行。
颁奖仪式将首次由大衛·田納特主持。颁奖仪式将由BBC One與BBC iPlayer轉播，美國、加拿大、澳大利亞、南非、丹麥、瑞典、芬蘭、挪威等地則由BritBox線上轉播。

## 提名暨獲獎名單

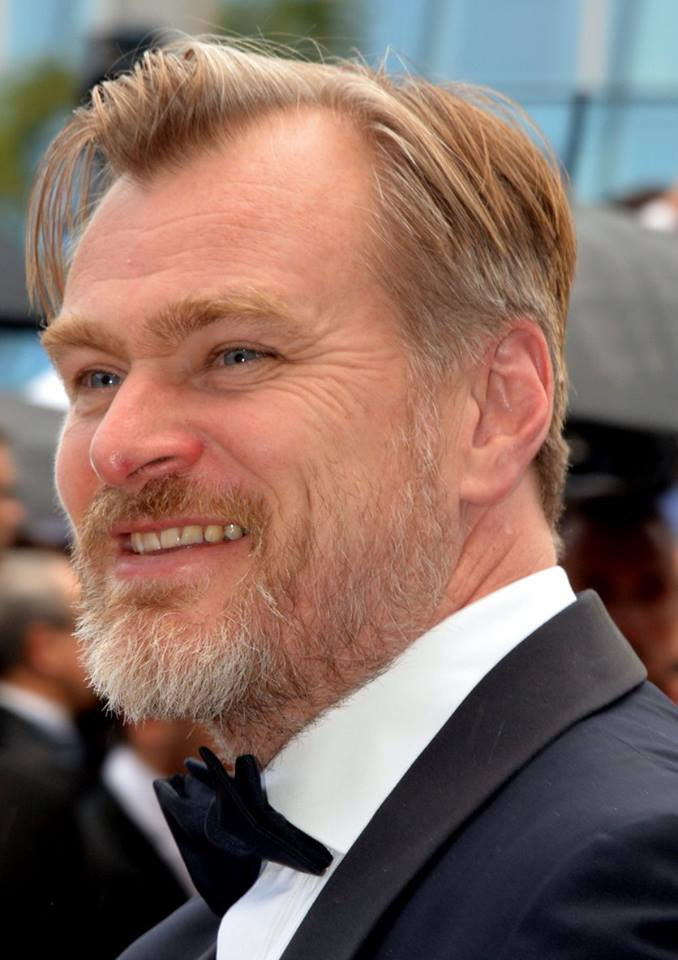
最佳影片、最佳導演：克里斯托弗·诺兰

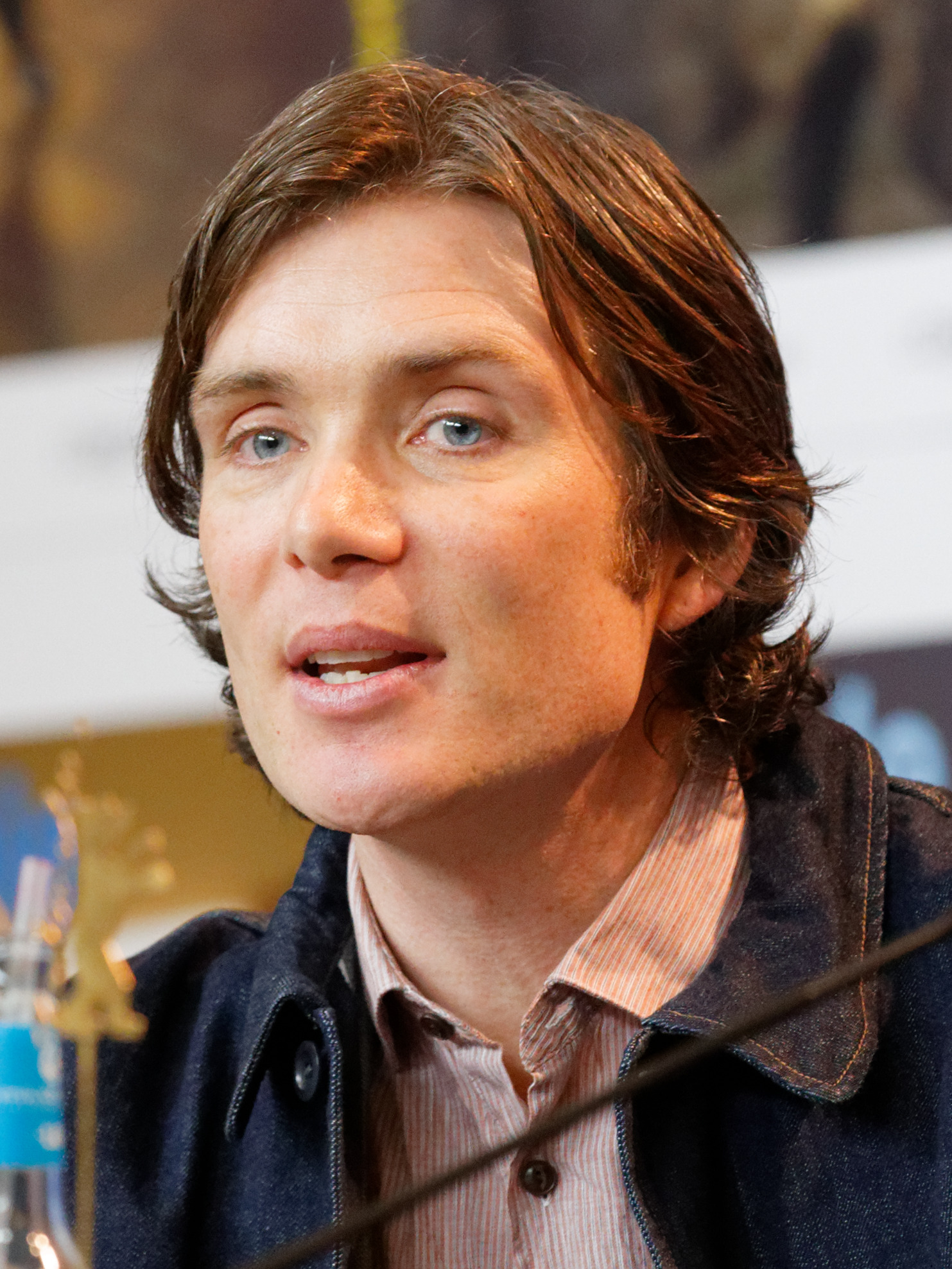
最佳男主角：基利安·墨菲

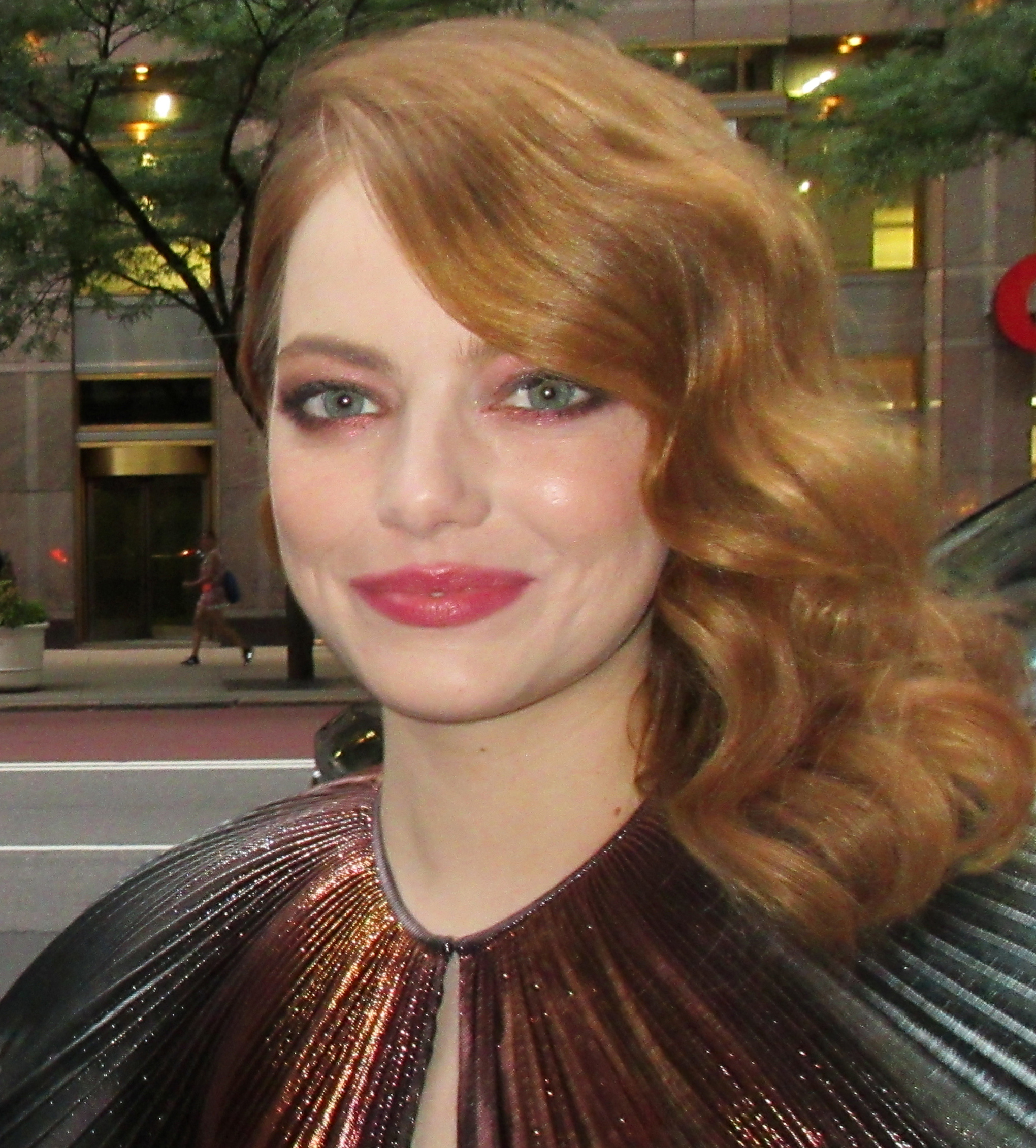
最佳女主角：艾瑪·史東

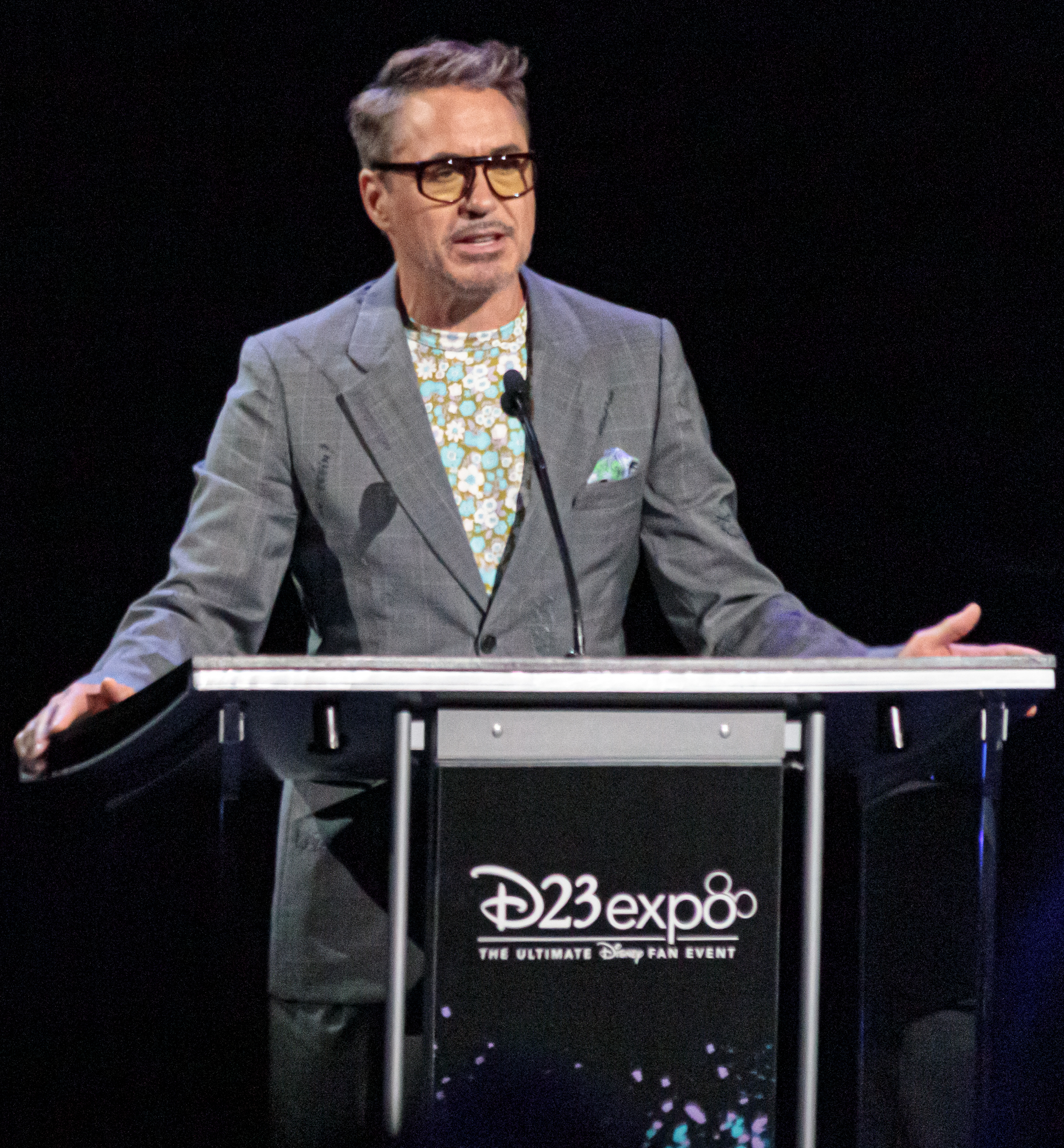
最佳男配角：小勞勃·道尼

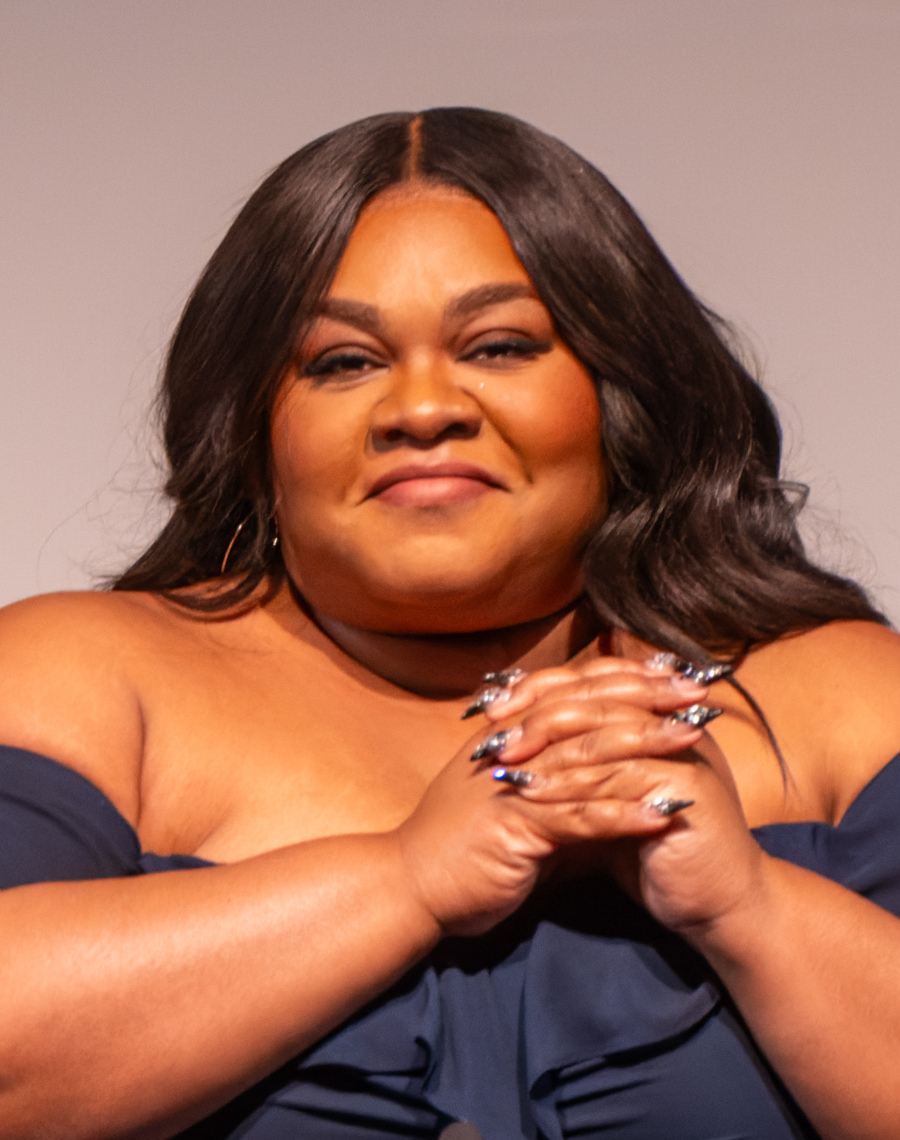
最佳女配角：達芬·喬伊·藍道夫

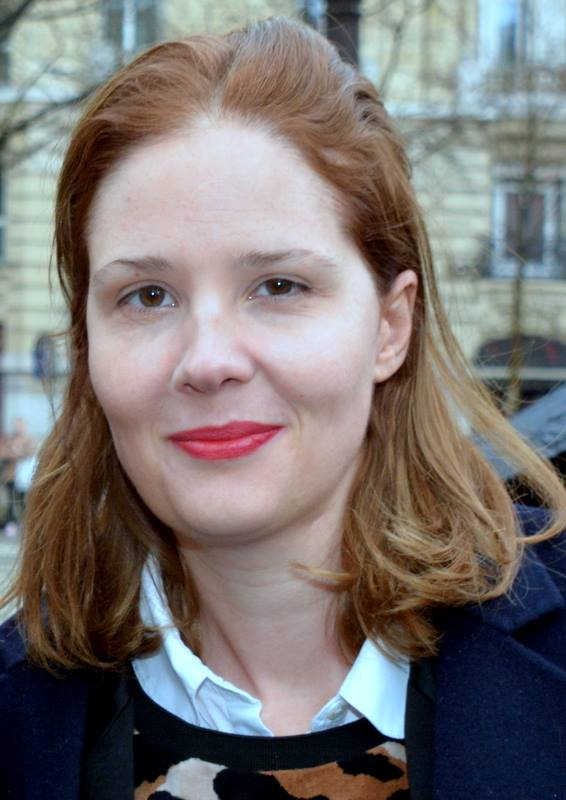
最佳原創劇本：潔絲汀·楚特

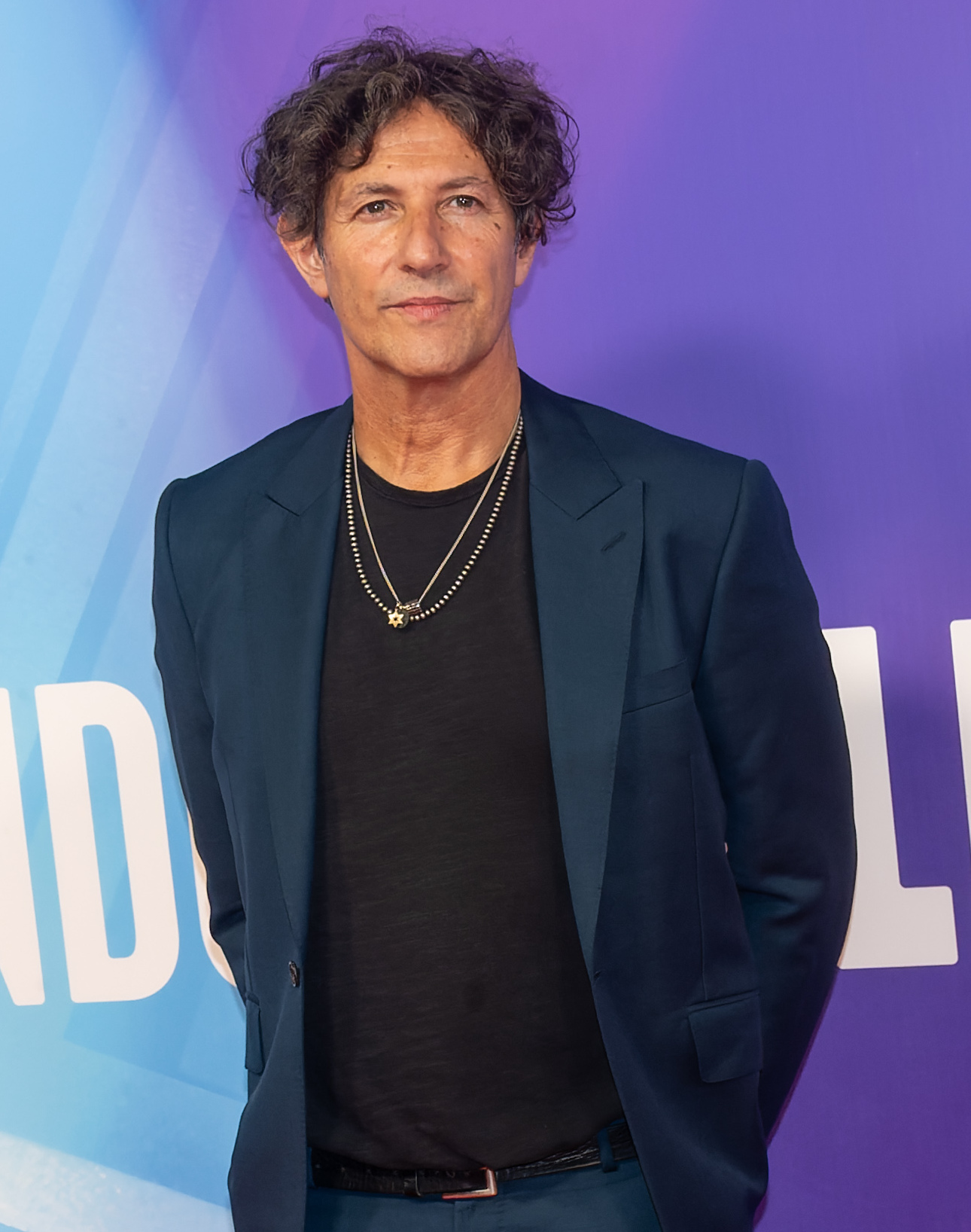
最佳外語片、最佳英國電影：強納森·葛雷澤

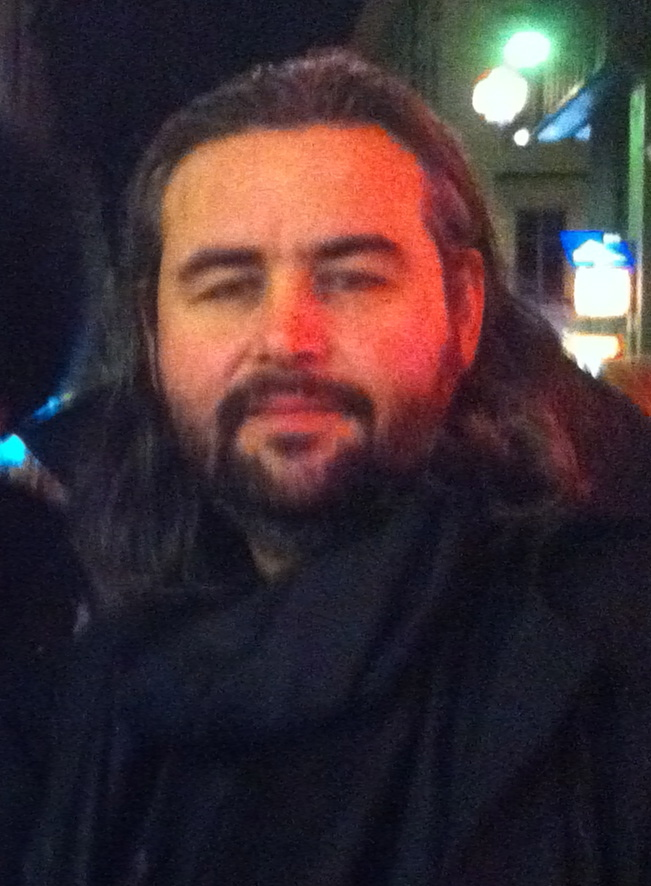
最佳攝影：霍伊特·凡·霍伊特瑪

| 最佳影片 - 《奧本海默》 – 克里斯托弗·诺兰、查爾斯·羅文、艾玛·托马斯 - 《坠落的审判》 – 玛丽-安热·卢恰尼和戴维·蒂翁 - 《滯留生》 – 馬克·強森 - 《花月殺手》 – 丹·弗利德金，丹尼爾·路皮，马丁·斯科塞斯和布拉德利·托馬斯（Bradley Thomas） - 《可憐的東西》 – 埃德·吉尼，尤格·藍西莫，安德魯·洛 (Andrew Lowe)和艾瑪·史東 | 最佳导演 - 克里斯托弗·诺兰 – 《奧本海默》 - 布萊德利·庫柏 – 《音乐大师》 - 乔纳森·格雷泽 – 《利益区域》 - 安德魯·海格 – 《都是陌生人》 - 亚历山大·佩恩 – 《滯留生》 - 潔絲汀·楚特 – 《坠落的审判》 |
| 最佳男主角 - 基利安·墨菲 – 《奧本海默》 - 布萊德利·庫柏 – 《音乐大师》 - 柯爾曼·多明戈 – 《魯斯汀：民運推手》 - 保罗·吉亚玛提 – 《滯留生》 - 貝瑞·柯根 – 《萨特本》 - 劉台午 – 《之前的我們》 | 最佳女主角 - 艾瑪·史東 – 《可憐的東西》 - 范塔莎 – 《紫色姐妹花》 - 桑德拉·惠勒 – 《坠落的审判》 - 嘉莉·慕萊根 – 《音乐大师》 - 薇薇安·奥帕拉 – 《黑麦巷》 - 瑪歌·羅比 – 《Barbie芭比》 |
| 最佳男配角 - 小勞勃·道尼 – 《奧本海默》 - 罗伯特·德尼罗 – 《花月殺手》 - 雅各·艾洛迪 – 《萨特本》 - 瑞恩·高斯林 – 《Barbie芭比》 - 保罗·麦斯卡 – 《都是陌生人》 - 多明尼克·塞薩 – 《滯留生》 | 最佳女配角 - 達芬·喬伊·藍道夫 – 《滯留生》 - 艾美莉·賓特 – 《奧本海默》 - 丹妮尔·布鲁克斯 – 《紫色姐妹花》 - 克萊兒·芙伊 – 《都是陌生人》 - 桑德拉·惠勒 – 《利益区域》 - 裴淳华 – 《萨特本》 |
| 最佳原创剧本 - 《坠落的审判》 – 潔絲汀·楚特和亞瑟·哈拉利 - 《Barbie芭比》 – 葛莉塔·葛薇和諾亞·波拜克 - 《滯留生》 – 大衛·海明森 - 《音乐大师》 – 布萊德利·庫柏和喬許·辛格 - 《之前的我們》 – 席琳·宋 | 最佳改編劇本 - 《美国小说》 – 柯德·傑佛森 - 《都是陌生人》 – 安德魯·海格 - 《奧本海默》 – 克里斯托弗·诺兰 - 《可憐的東西》 – 托尼·麥克納馬拉 - 《利益区域》 – 乔纳森·格雷泽 |
| 最佳动画片 - 《蒼鷺與少年》 – 宫崎骏和鈴木敏夫 - 《落跑雞：雞塊新時代》 – 山姆·菲爾、蕾拉·霍巴特(Leyla Hobart)和史蒂夫·佩格拉姆(Steve Pegram) - 《元素方城市》 – 彼得·孫和丹妮丝·里姆 (Denise Ream) - 《蜘蛛俠：飛躍蜘蛛宇宙》 – 乔伊姆·多斯·桑托斯、肯普·包沃斯、贾斯汀·K·汤普森 (Justin K. Thompson)、艾維·阿拉德、菲爾·洛德與克里斯多福·米勒、菲爾·洛德與克里斯多福·米勒、艾米·帕斯卡爾和克莉丝缇娜·斯坦伯格 (Christina Steinberg) | 最佳纪录片 - 《战场日记》 – 米斯蒂斯拉夫·車爾諾夫、蘭尼·阿倫森-拉斯 - 《美國交響樂：奏出淚汗血》 – 馬修·海尼曼、Lauren Domino and Joedan Okun - 《北了》 – Madeleine Gavin、Rachel Cohen、Jana Edelbaum - 《我還是我：米高·福克斯》 – 戴维斯·古根海姆、Jonathan King、Annetta Marion - 《Wham!》 – 克里斯·史密斯 |
| 最佳外語片 - 《利益区域》 – 乔纳森·格雷泽 - 《战场日记》 – 米斯蒂斯拉夫·車爾諾夫和蘭尼·阿倫森-拉斯 - 《坠落的审判》 – 潔絲汀·楚特、玛丽-安热·卢恰尼和戴维·蒂翁 - 《之前的我們》 – 席琳·宋、大卫·伊诺霍萨（David Hinojosa）、潘蜜拉·考夫勒和克里斯蒂娜·瓦尚 - 《绝境盟约》 – 胡安·安东尼奥·巴亚纳、贝伦·阿蒂恩扎（Belén Atienza） | 最佳選角 - 《滯留生》 – Susan Shopmaker - 《都是陌生人》 – Kahleen Crawford - 《坠落的审判》 – Cynthia Arra - 《如何做爱》 – Isabella Odoffin - 《花月殺手》 – Ellen Lewis、Rene Haynes |
| 最佳攝影 - 《奧本海默》 – 霍伊特·凡·霍伊特瑪 - 《花月殺手》 – 羅德里哥·普里托 - 《音乐大师》 – 馬修·李巴提克 - 《可憐的東西》 – 罗比·瑞恩 - 《利益区域》 – 卢卡斯·扎尔 | 最佳服裝設計 - 《可憐的東西》 – 荷莉·瓦丁頓（Holly Waddington） - 《Barbie芭比》 – 賈桂琳·杜倫 - 《花月殺手》 – 杰奎琳·韦斯特 - 《拿破崙》 – 大衛·克羅斯曼（David Crossman）、珍緹·葉慈 - 《奧本海默》 – 艾倫·米羅傑尼克 |
| 最佳剪輯 - 《奧本海默》 – 珍妮佛·拉梅 - 《坠落的审判》 – 洛朗·塞内查尔（Laurent Sénéchal） - 《花月殺手》 – 黛瑪·史娟梅嘉 - 《可憐的東西》 – 欧格斯·马夫罗萨里迪斯 - 《利益区域》 – 保罗·瓦茨（Paul Watts） | 最佳妆髮 - 《可憐的東西》 – 娜蒂亞·斯泰西, 馬克·古利亞和Josh Weston - 《花月殺手》 – 凱·吉歐和Thomas Nellen - 《音乐大师》 – 肖恩·格里格, 凱·吉歐, 辻一弘和Lori McCoy-Bell - 《拿破崙》 – Jana Carboni, 弗朗切斯科·佩戈雷蒂, Satinder Chumber和茱莉亞·維儂 - 《奧本海默》 – Luisa Abel, Jaime Leigh McIntosh, Jason Hamer和Ahou Mofid                                                                                              |
| 最佳原創音樂 - 《奧本海默》 – 魯德溫·葛瑞森 - 《花月殺手》 – 羅比·羅伯森 (posthumous) - 《可憐的東西》 – 傑斯金·芬德里克斯 - 《萨特本》 – Anthony Willis - 《蜘蛛俠：飛躍蜘蛛宇宙》 – 丹尼爾·彭伯頓 | 最佳美術設計 - 《可憐的東西》 – Shona Heath, James Price和Zsuzsa Mihalek - 《Barbie芭比》 – 莎拉·格林伍德和凱蒂·斯賓塞 - 《花月殺手》 – 傑克·菲斯克和Adam Willis - 《奧本海默》 – Ruth De Jong和Claire Kaufman - 《利益区域》 – Chris Oddy, Joanna Maria Kuś和Katarzyna Sikora |
| 最佳音響 - 《利益区域》 – Johnnie Burn and Tarn Willers - 《法拉利》 – Angelo Bonanni, Tony Lamberti, 安迪·尼尔森, 李·奥尔洛夫 and Bernard Weiser - 《音乐大师》 – 理查德·金, 史蒂芬·A·莫羅, Tom Ozanich, Jason Ruder and 迪安·A·朱潘西奇 - 《不可能的任務：致命清算 第一章》 – 克里斯·伯登, 詹姆斯·馬瑟, 克里斯·蒙罗 and 马克·泰勒 - 《奧本海默》 – 威利·D·伯顿, 理查德·金, 凯文·奥康奈尔 and 加里·瑞佐 | 最佳特殊視覺效果 - 《可憐的東西》 – Simon Hughes - 《A.I.創世者》 – Jonathan Bullock, Charmaine Chan, Ian Comley和Jay Cooper - 《星際異攻隊3》 – Theo Bialek, 史蒂芬尼·史雷提, 亚历克西斯·瓦斯布瑞德和蓋伊·威廉斯 - 《不可能的任務：致命清算 第一章》 – 尼爾·科博爾德, Simone Coco, Jeff Sutherland和Alex Wuttke - 《拿破崙》 – Henry Badgett, 尼爾·科博爾德, 查理·亨利和Luc-Ewen Martin-Fenouillet                                |
| 最佳英国电影 - 《利益区域》 – 乔纳森·格雷泽，詹姆斯·威尔逊（James Wilson）和伊娃·普什琴斯卡（Ewa Puszczyńska） - 《都是陌生人》 – 安德魯·海格, 格雷汉姆·布罗德本特，彼得·徹寧和莎拉·哈维（Sarah Harvey） - 《如何做爱》 – 莫莉·曼宁·沃克，Emily Leo，Ivana MacKinnon和Konstantinos Kontovrakis - 《拿破崙》 – 雷利·史考特，馬克·赫芬姆，凯文·J·沃尔什和大卫·斯卡尔帕 - 《老橡树酒馆》 – 肯·洛區，雷貝嘉·奧布賴恩和保罗·拉弗蒂 - 《可憐的東西》 – 尤格·藍西莫，埃德·吉尼，安德魯·洛 (Andrew Lowe)，艾瑪·史東和托尼·麥克納馬拉 - 《黑麦巷》 – Raine Allen-Miller, Yvonne Isimeme Ibazebo, 達米安·瓊斯, Nathan Bryon和Tom Melia - 《萨特本》 – 艾莫芮德·芬諾, 乔西·麦克纳马拉和瑪歌·羅比 - 《偶得回响》 – Charlotte Regan和Theo Barrowclough - 《旺卡》 – 保羅·京治, Alexandra Derbyshire, 大衛·海曼和賽門·法納比 | 傑出英國編劇、導演、製作人處女作 - 《大地母亲》 – 萨凡纳·里夫 (编剧, 导演, 制片人), Shirley O'Connor (制片人)和Medb Riordan (制片人) - Blue Bag Life – Lisa Selby (导演), Rebecca Lloyd-Evans (导演, 制片人)和Alex Fry (制片人) - 《Bobi Wine: The People's President》 – Christopher Sharp (导演) [also directed Moses Bwayo] - 《如何做爱》 – 莫莉·曼宁·沃克 (编剧, 导演) - Is There Anybody Out There? – Ella Glendining (导演) |
| 最佳英國動畫短片 - 《蟹之日》（Crab Day） – 羅斯·斯特林格（Ross Stringer）、Bartosz Stanislawek、Aleksandra Sykulak - Visible Mending – Samantha Moore and Tilley Bancroft - 《野性召唤》 – Karni Arieli, Saul Freed and Jay Woolley | 最佳英國短片 - Jellyfish and Lobster – Yasmin Afifi and Elizabeth Rufai - Festival of Slaps – Abdou Cissé, Cheri Darbon and George Telfer - Gorka – Joe Weiland and Alex Jefferson - Such a Lovely Day – 西蒙·伍茲, Polly Stokes, Emma Norton and Kate Phibbs - Yellow – Elham Ehsas, Dina Mousawi, Azeem Bhati and Yiannis Manolopoulos                                                                                           |
| 新星奖 - 米雅·麥琪娜-布魯斯 - 菲比·迪尼弗 - 阿尤·艾德維利 - 雅各·艾洛迪 - 蘇菲·魏爾德 | |

### 長名單
最佳影片
共有234部電影參與角逐，並由學院裡的所有電影投票成員投票決定長名單（10部）、入圍名單與得獎者。
- 《都是陌生人》
- 《坠落的审判》
- 《Barbie芭比》
- 《滯留生》
- 《花月殺手》
- 《音乐大师》
- 《奧本海默》
- 《之前的我們》
- 《可憐的東西》
- 《利益区域》

最佳英國電影
共有76部電影參與角逐。全體電影投票成員受邀加入選擇性組別，由該組別投票決定長名單（15部），前5名將獲得提名，剩餘5部入圍名額由評審團投票決定。最終輪再由全體電影投票成員投票決定得獎者。
- 《都是陌生人》
- 《落跑雞：雞塊新時代》
- 《呼吸的極限（英语：The Deepest Breath）》
- 《一個人的逃亡（英语：The Great Escaper）》
- 《如何做爱》
- 《拿破崙》
- 《老橡树酒馆》
- 《倖存者列車》
- 《可憐的東西》
- 《分手有緣人（英语：Rye Lane）》
- 《萨特本》
- 《怪胎女孩（英语：Scrapper (2023 film)）》
- 《俄羅斯方塊：版權之戰》
- 《旺卡》
- 《利益区域》

傑出英國編劇、導演、製作人處女作
共有52部電影參與角逐，由評審團投票決定長名單（10部）、入圍名單與得獎者。
- 《Blue Bag Life》
- 《巴比·威恩：人民總統（英语：Bobi Wine: The People's President）》
- 《大地母親（英语：Earth Mama）》
- 《末日重始》
- 《如何做爱》
- 《If the Streets Were on Fire》
- 《Is There Anybody Out There?》
- 《有禮會社（英语：Polite Society）》
- 《分手有緣人（英语：Rye Lane）》
- 《怪胎女孩（英语：Scrapper (2023 film)）》

最佳非英語電影
共有59部電影參與角逐。全體電影投票成員受邀加入選擇性組別，由該組別投票決定長名單（10部）、入圍名單（5部）與得獎者。
- 《戰場日記》
- 《坠落的审判》
- 《蒼鷺與少年》
- 《回不去的那座山（英语：The Eight Mountains）》
- 《枯叶》
- 《之前的我們》
- 《绝境盟约》
- 《法式火锅》
- 《教师休息室》
- 《利益区域》

最佳紀錄片
共有60部電影參與角逐。全體電影投票成員受邀加入選擇性組別，由該組別投票決定長名單（10部），前2名將獲得提名，剩餘3部入圍名額由評審團投票決定。最終輪再由紀錄片類選擇性組別投票決定得獎者。
- 《戰場日記》
- 《美國交響樂：奏出淚汗血（英语：American Symphony (film)）》
- 《北了（英语：Beyond Utopia）》
- 《呼吸的極限（英语：The Deepest Breath）》
- 《John Galliano的高山低谷》（High & Low - John Galliano）
- 《小理查德：我是一切（英语：Little Richard: I Am Everything）》
- 《Mad About The Boy: The Noël Coward Story》
- 《此生如鴿：間諜小說大師勒卡雷（英语：The Pigeon Tunnel）》
- 《我還是我：米高·福克斯（英语：Still: A Michael J. Fox Movie）》
- 《WHAM!：渾然天成（英语：Wham! (film)）》

最佳動畫片
共有17部電影參與角逐。全體電影投票成員受邀加入選擇性組別，由該組別投票決定長名單（8部）、入圍名單（4部）與得獎者。
- 《蒼鷺與少年》
- 《落跑雞：雞塊新時代》
- 《元素方城市》
- 《怪物少女妮莫娜》
- 《蜘蛛俠：飛躍蜘蛛宇宙》
- 《超級瑪利歐兄弟電影版》
- 《忍者龜：變種大亂鬥》
- 《星願》

最佳導演
共有206部電影參與角逐。由導演組成員投票選出16部電影入圍長名單，並為維持性別平等，其中排名最高的女性、男性、非二元性別導演將入選長名單，至多11名（投票結果在前10名女性／男性導演之內），前2名（不論性別）將獲得提名。長名單評審團從接下來的8名女性、男性、非二元性別導演中，選出剩餘名額。提名評審團再從長名單中選出4名導演，構成共6部入圍電影。最終輪由全體電影投票成員投票決定得獎者。
- 《坠落的审判》潔絲汀·楚特
- 《親愛的陌生人》安德魯·海格
- 《美國小說》柯德·傑佛森（英语：Cord Jefferson）
- 《Barbie芭比》葛莉塔·葛薇
- 《滯留生》亚历山大·佩恩
- 《如何做爱》莫莉·曼寧·沃克（英语：Molly Manning Walker）
- 《花月殺手》马丁·斯科塞斯
- 《音乐大师》布萊德利·庫柏
- 《奧本海默》克里斯托弗·诺兰
- 《之前的我們》席琳·宋
- 《可憐的東西》尤格·藍西莫
- 《貓王與我》蘇菲亞·柯波拉
- 《分手有緣人（英语：Rye Lane）》芮恩·艾倫-米勒（英语：Raine Allen-Miller）
- 《萨特本》艾莫芮德·芬諾
- 《怪胎女孩（英语：Scrapper (2023 film)）》夏綠蒂·雷根（英语：Charlotte Regan）
- 《利益区域》強納森·葛雷澤

最佳原創劇本
共有100部電影參與角逐。由編劇組成員投票決定長名單（10部）與入圍名單，最終輪由全體電影投票成員投票決定得獎者。
- 《AIR》艾力克斯·康維利（英语：Alex Convery）
- 《坠落的审判》潔絲汀·楚特、亞瑟·哈拉利（英语：Arthur Harari）
- 《Barbie芭比》葛莉塔·葛薇、諾亞·波拜克
- 《滯留生》大衛·海明森（英语：David Hemingson）
- 《如何做爱》莫莉·曼寧·沃克（英语：Molly Manning Walker）
- 《音乐大师》布萊德利·庫柏、喬許·辛格
- 《五月的你，十二月的她》珊米·柏區（Samy Burch）
- 《之前的我們》席琳·宋
- 《分手有緣人（英语：Rye Lane）》奈森·布萊恩（英语：Nathan Bryon）、湯姆·梅利亞（Tom Melia）
- 《萨特本》艾莫芮德·芬諾

最佳改編劇本
共有61部電影參與角逐。由編劇組成員投票決定長名單（10部）與入圍名單，最終輪由全體電影投票成員投票決定得獎者。
- 《親愛的陌生人》安德魯·海格
- 《美國小說》柯德·傑佛森（英语：Cord Jefferson）
- 《神啊，你在嗎？（英语：Are You There God? It's Me, Margaret. (film)）》凱莉·弗萊蒙·克雷格（英语：Kelly Fremon Craig）
- 《笨錢效應》蘿倫·舒克·布盧姆（Lauren Schuker Blum）、蕾貝卡·安傑洛（Rebecca Angelo）
- 《殺手》安德鲁·凯文·沃克
- 《花月殺手》艾瑞克·羅斯、马丁·斯科塞斯
- 《奧本海默》克里斯托弗·诺兰
- 《可憐的東西》東尼·麥納馬拉（英语：Tony McNamara (writer)）
- 《旺卡》西蒙·法納比（英语：Simon Farnaby）、保羅·金
- 《利益区域》強納森·葛雷澤

最佳女主角
共有94名演員參與角逐。由演員組成員投票決定長名單，再由長名單評審團票投3名演員，構成共10名演員的長名單。演員組成員長名單的前3名獲得提名，入圍評審團再從長名單中選出3名演員，構成共6名入圍者。最終輪由全體電影投票成員投票決定得獎者。
- 《泳不放棄》安妮特·班寧
- 《音乐大师》嘉莉·慕萊根
- 《可憐的東西》艾瑪·史東
- 《紫色姊妹花》范塔莎·巴里諾（英语：Fantasia (singer)）
- 《之前的我們》葛莉塔·李
- 《花月殺手》莉莉·格萊斯頓
- 《Barbie芭比》瑪歌·羅比
- 《如何做爱》米雅·麥琪娜-布魯斯（英语：Mia McKenna-Bruce）
- 《坠落的审判》桑德拉·惠勒
- 《分手有緣人（英语：Rye Lane）》薇薇安·歐帕拉（英语：Vivian Oparah）

最佳男主角
共有108名演員參與角逐。由演員組成員投票決定長名單，再由長名單評審團票投3名演員，構成共10名演員的長名單。演員組成員長名單的前3名獲得提名，入圍評審團再從長名單中選出3名演員，構成共6名入圍者。最終輪由全體電影投票成員投票決定得獎者。
- 《都是陌生人》安德鲁·斯科特
- 《萨特本》貝瑞·柯根
- 《音乐大师》布萊德利·庫柏
- 《奧本海默》基利安·墨菲
- 《魯斯汀：民運推手》科爾曼·多明戈
- 《皇后復仇中（英语：Femme (film)）》喬治·麥凱
- 《美國小說》傑佛瑞·萊特
- 《花月殺手》莱昂纳多·迪卡普里奥
- 《滯留生》保罗·吉亚玛提
- 《之前的我們》劉台午

最佳女配角
共有224名演員參與角逐。由演員組成員投票決定長名單，再由長名單評審團票投3名演員，構成共10名演員的長名單。演員組成員長名單的前3名獲得提名，入圍評審團再從長名單中選出3名演員，構成共6名入圍者。最終輪由全體電影投票成員投票決定得獎者。
- 《Barbie芭比》艾美莉卡·弗利拉
- 《花月殺手》卡拉·潔德·麥爾斯（英语：Cara Jade Myers）
- 《都是陌生人》克萊兒·芙伊
- 《紫色姐妹花》丹妮爾·布魯克斯
- 《滯留生》達芬·喬伊·藍道夫
- 《奧本海默》艾美莉·賓特
- 《泳不放棄》茱迪·科士打
- 《五月的你，十二月的她》茱莉安·摩爾
- 《萨特本》裴淳华
- 《利益区域》桑德拉·惠勒

最佳男配角
共有338名演員參與角逐。由演員組成員投票決定長名單，再由長名單評審團票投3名演員，構成共10名演員的長名單。演員組成員長名單的前3名獲得提名，入圍評審團再從長名單中選出3名演員，構成共6名入圍者。最終輪由全體電影投票成員投票決定得獎者。
- 《倖存者列車》安東尼·霍普金斯
- 《愛情轉移（英语：Passages (2023 film)）》本·惠肖
- 《滯留生》多明尼克·塞薩（英语：Dominic Sessa）
- 《萨特本》雅各·艾洛迪
- 《都是陌生人》占美·比爾
- 《可憐的東西》马克·鲁法洛
- 《都是陌生人》保羅·麥斯卡
- 《花月殺手》罗伯特·德尼罗
- 《奧本海默》小勞勃·道尼
- 《Barbie芭比》瑞恩·高斯林

最佳選角
共有128部電影參與角逐。由選角組成員投票決定長名單（10部），再由評審團選出5部入圍電影，最終輪由全體電影投票成員投票決定得獎者。
- 《都是陌生人》
- 《坠落的审判》
- 《Barbie芭比》
- 《滯留生》
- 《如何做爱》
- 《花月殺手》
- 《音乐大师》
- 《奧本海默》
- 《萨特本》
- 《怪胎女孩（英语：Scrapper (2023 film)）》

最佳攝影
共有186部電影參與角逐。由攝影組成員投票決定長名單（10部）與入圍名單，最終輪由全體電影投票成員投票決定得獎者。
- 《Barbie芭比》
- 《A.I.創世者》
- 《法拉利》
- 《花月殺手》
- 《音乐大师》
- 《拿破崙》
- 《奧本海默》
- 《可憐的東西》
- 《萨特本》
- 《利益区域》

最佳服裝設計
共有129部電影參與角逐。由服裝設計與妝髮組成員投票決定長名單（10部）與入圍名單，最終輪由全體電影投票成員投票決定得獎者。
- 《小行星城》
- 《Barbie芭比》
- 《法拉利》
- 《花月殺手》
- 《音乐大师》
- 《拿破崙》
- 《奧本海默》
- 《可憐的東西》
- 《萨特本》
- 《旺卡》

最佳剪輯
共有197部電影參與角逐。由剪輯組成員投票決定長名單（10部）與入圍名單，最終輪由全體電影投票成員投票決定得獎者。
- 《都是陌生人》
- 《坠落的审判》
- 《Barbie芭比》
- 《花月殺手》
- 《音乐大师》
- 《不可能的任務：致命清算 第一章》
- 《奧本海默》
- 《可憐的東西》
- 《萨特本》
- 《利益区域》

最佳妝髮
共有124部電影參與角逐。由服裝設計與妝髮組成員投票決定長名單（10部）與入圍名單，最終輪由全體電影投票成員投票決定得獎者。
- 《Barbie芭比》
- 《法拉利》
- 《贖罪日之戰》
- 《花月殺手》
- 《音乐大师》
- 《拿破崙》
- 《奧本海默》
- 《可憐的東西》
- 《貓王與我》
- 《旺卡》

最佳原創配樂
共有131部電影參與角逐。由音樂組成員投票決定長名單（10部）與入圍名單，最終輪由全體電影投票成員投票決定得獎者。
- 《美國小說》
- 《Barbie芭比》
- 《印第安納瓊斯：命運輪盤》
- 《花月殺手》
- 《拿破崙》
- 《奧本海默》
- 《可憐的東西》
- 《萨特本》
- 《蜘蛛俠：飛躍蜘蛛宇宙》
- 《旺卡》

最佳美術設計
共有151部電影參與角逐。由美術設計組成員投票決定長名單（10部）與入圍名單，最終輪由全體電影投票成員投票決定得獎者。
- 《小行星城》
- 《Barbie芭比》
- 《法拉利》
- 《花月殺手》
- 《音乐大师》
- 《拿破崙》
- 《奧本海默》
- 《可憐的東西》
- 《旺卡》
- 《利益区域》

最佳特殊視覺效果
共有73部電影參與角逐。由特殊視覺效果組成員投票決定長名單（10部）與入圍名單，最終輪由全體電影投票成員投票決定得獎者。
- 《Barbie芭比》
- 《A.I.創世者》
- 《星際異攻隊3》
- 《印第安納瓊斯：命運輪盤》
- 《不可能的任務：致命清算 第一章》
- 《拿破崙》
- 《奧本海默》
- 《可憐的東西》
- 《蜘蛛俠：飛躍蜘蛛宇宙》
- 《旺卡》

最佳音效
共有172部電影參與角逐。由音效組成員投票決定長名單（10部）與入圍名單，最終輪由全體電影投票成員投票決定得獎者。
- 《Barbie芭比》
- 《法拉利》
- 《花月殺手》
- 《音乐大师》
- 《不可能的任務：致命清算 第一章》
- 《拿破崙》
- 《奧本海默》
- 《可憐的東西》
- 《旺卡》
- 《利益区域》

最佳英國動畫短片
由評審團投票決定長名單（6部）與入圍名單。最終輪，全體電影投票成員受邀加入選擇性組別，由該組別投票決定得獎者。
- 《蟹之日》（Crab Day）
- 《甜如檸》（Sweet Like Lemons）
- 《紅噗噗與藍嚕嚕（英语：The Smeds and The Smoos (film)）》
- 《Visible Mending》
- 《野性召唤（英语：Wild Summon）》
- 《World to Roam》

最佳英國短片
由評審團投票決定長名單（10部）與入圍名單。最終輪，全體電影投票成員受邀加入選擇性組別，由該組別投票決定得獎者。
- 《Essex Girls》
- 《Festival of Slaps》
- 《Finding Alaa》
- 《Gorka》
- 《Jellyfish and Lobster》
- 《吉兒在哪裡（德语：Jill, Uncredited）》
- 《非凡企鵝（英语：Mighty Penguins）》
- 《音樂人日常（英语：The One Note Man）》
- 《Such a Lovely Day》
- 《Yellow》

## 統計
| 提名數                            | 作品           |
| --------------------------------- | -------------- |
| 13                                | 《奧本海默》   |
| 11                                | 《可憐的東西》 |
| 9                                 | 《花月殺手》   |
| 9                                 | 《利益区域》   |
| 7                                 | 《滯留生》     |
| 7                                 | 《坠落的审判》 |
| 7                                 | 《音乐大师》   |
| 6                                 | 《都是陌生人》 |
| 5                                 | 《Barbie芭比》 |
| 5                                 | 《萨特本》     |
| 4                                 | 《拿破崙》     |
| 3                                 | 《如何做爱》   |
| 3                                 | 《之前的我們》 |
| 2                                 |                |
| 《战场日记》                      |                |
| 《紫色姐妹花》                    |                |
| 《不可能的任務：致命清算 第一章》 |                |
| 《黑麦巷》                        |                |
| 《蜘蛛俠：飛躍蜘蛛宇宙》          |                |

| 提名數 | 作品           |
| ------ | -------------- |
| 7      | 《奧本海默》   |
| 5      | 《可憐的東西》 |
| 3      | 《利益区域》   |
| 2      | 《滯留生》     |

## 外部連結
- 官方网站